# Александровский рудник (Донецк)
Александровский рудник — один из первых угледобывающих рудников на территории современного Донецка, в своё время крупнейший рудник на юге Российской империи.
По приказу Новороссийского и бессарабского генерал-губернатора Михаила Семёновича Воронцова создавалась топливная база для азово-черноморского торгового флота. Горный инженер А.В. Гурьев по поручению Воронцова занялся проектированием рудников в Донбассе.
Гурьев исследовал материалы прошлых геологических разведок. На их основе он решил провести детальные исследования верховий Кальмиуса. Исследования были проведены в 1841 году и подтвердили возможность промышленной эксплуатации месторождения каменного угля.
Для создания рудника у месторождения была готовая инфраструктура. Сёла, на основе которых в дальнейшем образовался Донецк могли дать рабочих для рудника. Село Александровка находилось в непосредственной близости. Вода из Кальмиуса могла обеспечить рудник и его паровые машины водой. Речной путь по Кальмиусу и грунтовые дороги в сторону Азовского моря и Днепра могли использоваться для транспортного сообщения.
Подземные ископаемые на площади 15 тысяч десятин и наземные участки, на которых разместился рудник были арендованы Воронцовым у помещика Ивана Ивановича Шидловского, которому принадлежали местные земли. Договор аренды был заключен в 1841 году на 30 лет.
С каждого добытого пуда угля Воронцов платил Шидловскому 2 копейки серебром.
Рудник был назван по названию села Александровка.
Центральная шахта рудника называлась Гурьевская. Она была открыта в 1842 году. На шахте использовалась первая в Донбассе паровая подъёмная машина. На шахте были свои механические мастерские, в которых изготавливали оборудование и инструменты для горных работ. Первоначально на Гурьевской шахте работало 76 человек. Шахта давала 1368 пудов угля в сутки. Общее количество работников достигло 350 человек.
После Гурьевской шахты были построены ещё две шахты: Михайловская и Елизаветинская. С постройкой новых шахт увеличилось количество рабочих и на Гурьевской шахте.
Уголь с рудника успешно продавался. Его ценили за хорошее качество, большую теплотворную способность (6602 калории) и коксуемость. Уголь закупался Комиссией Пароходства, использовался паровыми судами на Чёрном море и для отопления казённых зданий в российских портах Чёрного моря.
Рудник за несколько лет стал крупнейшим рудником на юге Российской империи и оставался таким в течение нескольких лет. Добыча угля составила полтора миллиона пудов в год, а при реконструкции рудника добыча угля могла увеличиться до пяти миллионов угля в год и более.
Успех Александровского рудника побудил местных помещиков тоже заняться угледобычей, что привело к созданию новых рудников. Из-за активной угледобычи стало расти местное население.
Шахтёрский посёлок Александровского рудника слился с рабочим посёлком металлургического завода Новороссийского общества (Александровка-2). Этот посёлок был назван Юзовкой и стал основой современного Донецка.